# Raios X

Os raios X compõem o espectro eletromagnético, com comprimentos de onda menores que a luz visível. Diferentes tipos de aplicações utilizam diferentes partes do espectro de raios X.

A radiação X (composta por raios X) é uma forma de radiação eletromagnética indiretamente ionizante de natureza semelhante à luz. A maioria dos raios X possuem comprimentos de onda entre 0,01 e 10 nanómetros, correspondendo a frequências na faixa de 30 petahertz a 30 exahertz (3×1016 Hz a 3×1019 Hz) e energias entre 100 eV até 100 keV. Os comprimentos de onda dos raios X são menores do que os raios ultravioleta (UV) e tipicamente maiores do que a dos raios gama. Os raios X foram descobertos em 8 de novembro de 1895 pelo físico alemão Wilhelm Conrad Röntgen.
A produção de raios X deve-se principalmente a transições de elétrons nos átomos, ou da desaceleração de partículas carregadas. Como toda energia eletromagnética de natureza ondulatória, os raios X sofrem interferência, polarização, refração, difração, reflexão, entre outros efeitos. Embora de comprimento de onda muito menor, sua natureza eletromagnética é idêntica à da luz.
| Raios X                              |
| ------------------------------------ |
| Ciclos por segundo: 300 PHz a 60 EHz |

## História

### Tubo de Crookes

Tubo de raios X

Em uma ampola de vidro, William Crookes submeteu um gás à baixa pressão e altas tensões, por meio de duas placas metálicas localizadas no fundo e na frente da ampola, cada qual carregada com cargas diferentes. Quando a diferença de potencial entre as placas era suficientemente grande, os elétrons saiam do cátodo (placa carregada negativamente), colidiam com moléculas do gás, ocorrendo a sua ionização e/ou liberação de luz devido às transições eletrônicas dos átomos do gás, iluminando assim, toda a ampola.
O tubo de vidro é evacuado a uma pressão de ar, de cerca de 100 Pascais; lembre-se que a pressão atmosférica é 1,01*10^5 Pascais. O ânodo é um alvo metálico grosso, é assim feito a fim de dissipar rapidamente a energia térmica que resulta do bombardeamento com os raios catódicos.
Uma tensão alta, entre 30 a 150 kV, é aplicada entre os elétrodos; isso induz uma ionização do ar residual e, assim, um feixe de electrões do cátodo ao ânodo surge. Quando esses electrões acertam o alvo, eles são desacelerados, produzindo os raios X.

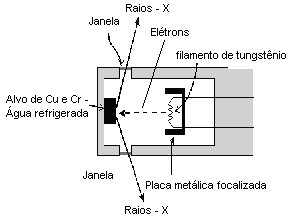
Um tubo de raios X mais detalhado apresenta dois tipos de raios X

O efeito de geração dos fotões de raios X é geralmente chamado efeito bremsstrahlung, uma contração do alemão "brems" para a travagem e "strahlung" para a radiação.
A energia de radiação de um tubo de raios X consiste em energias discretas que constituem um espectro de linha e um espectro contínuo fornecendo o fundo o espectro de linha.
Os elétrons incidentes podem interagir com os átomos do alvo de várias maneiras.
A partir desses experimentos, Joseph John Thomson observou que tal fenômeno é independente do gás e do metal utilizado nos eletrodos (placas metálicas).
Concluiu, então, que os raios catódicos podem ser gerados a partir de qualquer elemento químico. Devido a essa conclusão, Thomson pôde, posteriormente, atestar a existência do elétron.
Muitos cientistas na Europa começaram a estudar esse tipo de radiação. Entre eles, o maior especialista em raios catódicos da Alemanha, Philipp Lenard (1862-1947).

### A descoberta

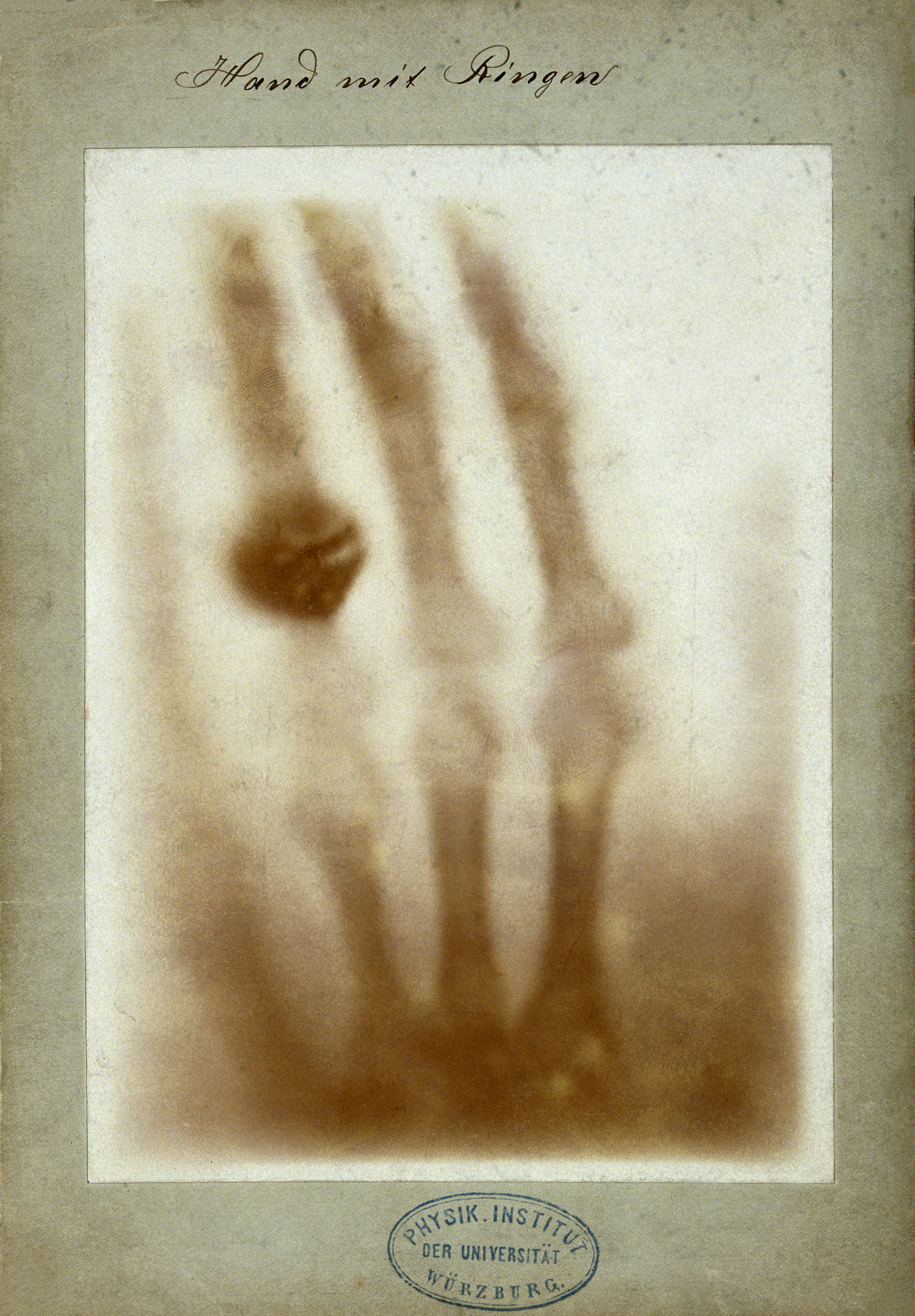
Hand mit Ringen: a primeira de Wilhelm Röntgen referente a mão de sua esposa, tirada em 22 de dezembro de 1895 e apresentada ao Professor Ludwig Zehnder, do Instituto de Física da Universidade de Freiburg, em 1 de janeiro de 1896

Foi o físico alemão Wilhelm Conrad Röntgen (1845-1923) quem detectou pela primeira vez os raios X, que foram assim chamados devido ao desconhecimento, por parte da comunidade científica da época, a respeito da natureza dessa radiação. A descoberta ocorreu quando Röentgen estudava o fenômeno da luminescência produzida por raios catódicos num tubo de Crookes. Todo o aparato foi envolvido por uma caixa com um filme negro em seu interior e guardado numa câmara escura. Próximo à caixa, havia um pedaço de papel recoberto de platinocianeto de bário.
Röentgen percebeu que quando fornecia energia cinética aos elétrons do tubo, estes emitiam uma radiação que marcava a chapa fotográfica. Intrigado, resolveu colocar entre o tubo de raios catódicos e o papel fotográfico alguns corpos opacos à luz visível. Desta forma, observou que vários materiais opacos à luz diminuíam, mas não eliminavam a chegada desta estranha radiação até a placa de platinocianeto de bário. Isto indicava que a radiação possui alto poder de penetração. Após exaustivas experiências com objetos inanimados, Röntgen pediu à sua esposa que posicionasse sua mão entre o dispositivo e o papel fotográfico.
O resultado foi uma foto que revelou a estrutura óssea interna da mão humana. Essa foi a primeira radiografia, nome dado pelo cientista à sua descoberta em 8 de novembro de 1895. Posteriormente à descoberta do novo tipo de radiação, cientistas perceberam que esta causava vermelhidão da pele, ulcerações e empolamento para quem se expusesse sem nenhum tipo de proteção. Em casos mais graves, poderia causar sérias lesões cancerígenas, necrose e leucemia, e então à morte.

### Partícula ou onda
Logo que os raios X foram descobertos, pouco se sabia a respeito da sua constituição. No início do século XX foram encontradas evidências experimentais de que os raios X seriam constituídos por partículas. No entanto, e para a surpresa da comunidade científica, Walther Friedrich e Paul Knipping realizaram um experimento em 1912, no qual conseguiram fazer um feixe de raios X atravessar um cristal, produzindo interferência da mesma forma que acontece com a luz. Isto fez com que os raios X passassem a ser considerados como ondas eletromagnéticas. Porém, por volta de 1920 foram realizados outros experimentos, que apontavam para um comportamento corpuscular dos raios X.
O físico Louis de Broglie tentou resolver este aparente conflito no comportamento dos raios X. Combinando as equações de Planck e de Einstein {\displaystyle E=h\nu =mc^{2}\,}, chegou a conclusão de que "tudo o que é dotado de energia vibra, e há uma onda associada a qualquer coisa que tenha massa".
- O título de descobridor do raios X é dado ao físico alemão Wilhelm Conrad Röntgen (1845-1923) em 1895, apesar de não ter sido o primeiro a observar os efeitos das ondas de raios X, ele recebe esse título pois foi o primeiro a estudar sistematicamente os raios X. Röntgen é quem dá o nome de raios X para essas ondas eletromagnéticas, que significa uma quantidade desconhecida.

Nascido de pai alemão e mãe holandesa, frequentou o ensino médio em Utrecht, na Holanda. Foi expulso do ensino médio 1865, sem diploma do ensino médio poderia frequentar a universidade como visitante, no entanto, ele conseguiu entrar no Instituto Politécnico Federal em Zurique (conhecido atualmente como ETH Zurich) como estudante de engenharia mecânica, em 1869 ele se formou com Ph.D. em Zurique. Se tornou aluno preferido de um professor da universidade chamado August Kundt, que ele seguiu para a Universidade de Strassburg.
- O físico alemão juntamente com seu pai ganha o prêmio Nobel de Física em 1915 pelo uso de raios X para estudar a estrutura de cristais.

## Características

### Produção
O dispositivo que gera raios X é chamado de tubo de Coolidge. Da mesma forma que uma válvula termiônica, este componente é um tubo oco e evacuado, ainda possui um catodo incandescente que gera um fluxo de elétrons de alta energia. Estes são acelerados por uma grande diferença de potencial e atingem ao ânodo ou placa.
O ânodo é confeccionado em tungstênio. A razão deste tipo de construção é a geração de calor pelo processo de criação dos raios X. O tungstênio suporta temperaturas que vão até 3 340 °C. Além disso, possui um razoável valor de número atômico (74) o que é útil para o fornecimento de átomos para colisão com os elétrons vindos do catodo (filamento). Para não fundir, o dispositivo necessita de resfriamento através da inserção do tungstênio em um bloco de cobre que se estende até o exterior do tubo de raios X que está imerso em óleo. Esta descrição refere-se ao tubo de ânodo fixo.
Ao serem acelerados, os elétrons ganham energia e são direcionados contra um alvo; ao atingi-lo, são bruscamente freados, perdendo uma parte da energia adquirida durante a aceleração. O resultado das colisões e da frenagem é a energia transferida dos elétrons para os átomos do elemento alvo. Este se aquece bruscamente, pois em torno de 99% da energia do feixe eletrônico é dissipada nele.
A brusca desaceleração de uma carga eletrônica gera a emissão de um pulso de radiação eletromagnética. A este efeito dá-se o nome de Bremsstrahlung, que significa radiação de freio.
As formas de colisão do feixe eletrônico no alvo dão-se em diferentes níveis energéticos devido às variações das colisões ocorridas. Como existem várias formas possíveis de colisão devido à angulação de trajetória, o elétron não chega a perder a totalidade da energia adquirida num único choque, ocorrendo então a geração de um amplo espectro de radiação cuja gama de frequências é bastante larga, ou com diversos comprimentos de onda. Estes dependem da energia inicial do feixe eletrônico incidente, e é por isso que existe a necessidade de milhares de volts de potencial de aceleração para a produção dos raios X.

### Detecção
A detecção dos raios X pode ser feita de diversas maneiras, a principal é a impressão de filmes fotográficos que permite o uso medicinal e industrial através das radiografias. Outras formas de detecção são pelo aquecimento de elementos à base de chumbo, que geram imagens termográficas, o aquecimento de lâminas de chumbo para medir sua intensidade, além de elementos que possuem gases em seu interior a exemplo da válvula Geiger-Müller utilizada para a detecção de radiação ionizante e radiação não ionizante. Podendo ainda ser difratado através de um cristal e dividido em diversos espectros de onda. Sensores (Foto transistores ou foto diodos) captam uma ou algumas faixas de espectro, e são amplificados e digitalizados, formando imagens. Esse último processo (difração de raios X, por cristais) é comumente utilizado em equipamentos de inspeção de bagagens e cargas. Embora os raios X sejam invisíveis, é possível ver a ionização das moléculas de ar, se a intensidade do feixe de raio X for elevada o suficiente. A linha de luz a partir do wiggler ID11 no European Synchrotron Radiation Facility é um exemplo desse tipo de alta intensidade.

### Espectro Contínuo

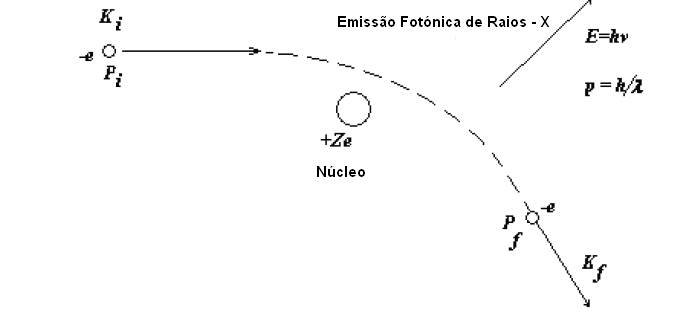
Desaceleração de um Electrão por um Núcleo Positivamente Carregado

Quando os electrões acelerados (raios catódicos) chocam o alvo de metal, eles colidem com electrões no alvo.
Em tal colisão, parte do impulso de electrão incidente é transferido para o átomo do material alvo, perdendo, assim, sua energia cinética, ΔK.
Essa interação dá origem ao aquecimento do alvo.
O electrão projétil pode evitar os electrões orbitais do elemento de alvo, mas pode chegar suficientemente perto do núcleo do átomo e ficar sob sua influência. O elétron projétil que estamos a controlar, está agora além da camada-K e está bem dentro da influência do núcleo.
O electrão está agora sob a influência de duas forças, ou seja, a força de Coulomb atraente e uma força mais intensa, força nuclear. O efeito das duas forças sobre o electrão é torná-lo lento ou desacelerá-lo.
O electrão deixa a região da esfera de influência do núcleo com a energia cinética reduzida e sai fora em uma direção diferente, porque o vector velocidade foi alterado. A perda em energia cinética reaparece como um fotão de raios X, conforme ilustrado na Figura ao lado.
Durante a desaceleração, o electrão irradia um fotão de raios X de energia
{\displaystyle hv=\Delta K=K_{i}-K_{f}}
A energia perdida por electrões incidentes não é a mesma para todos os electrões e assim os fotões de raios X emitidos não têm o mesmo comprimento de onda.
Este processo de emissão de fotão de raios X através de desaceleração é chamado Bremsstrahlung e o espectro resultante é contínuo, mas com um comprimento de onda de corte bem definido.
O comprimento de onda mínimo, que corresponde a um electrão incidente, perde toda a sua energia em uma única colisão, irradiando-a como um único fotão.
Se K é a energia cinética do electrão incidente, então
{\displaystyle K=hv={\frac {hc}{\lambda {\text{min}}}}}
O comprimento de onda de corte depende unicamente da tensão de aceleração.
{\displaystyle hv_{\text{máx}}={\frac {hc}{\lambda {\text{min}}}}=eV}
de V é a tensão aceleradora.

### Espectro característico

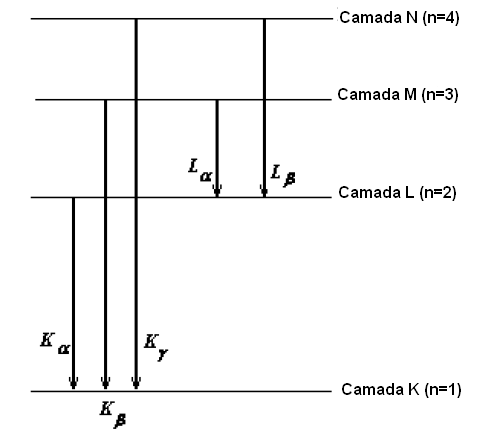
Transições de raios X sem a estrutura fina.

Por causa da elevada tensão aceleradora, os electrões incidentes podem (i) excitar electrões nos átomos do alvo; (ii) ejetar electrões rigidamente ligados aos núcleos dos átomos.
A excitação dos electrões dará origem à emissão de fotões da região óptica do espectro electromagnético. No entanto, quando electrões mais próximos do núcleo são ejectados, o preenchimento subsequente dos estados vagos dá origem a radiação emitida na região de raios X do espectro electromagnético. Os electrões mais internos poderiam ser das camadas K, L ou M.
Se electrões da camada K (n = 1) são removidos, electrões idos dos estados de energia superiores a cair nos estados da camada K vagos, produzem uma série de linhas denotadas como {\displaystyle K_{\alpha },K_{\beta },...} como é mostrado na figura ao lado.
Transições para a camada L resultam na série L e aqueles para a camada M dão origem à série M e assim por diante.
Dado que electrões orbitais têm níveis de energia definidos, os fotões de raios X emitidos também têm energias bem definidas. O espectro de emissão tem linhas nítidas características do elemento do alvo.
Após uma investigação bem apurada das linhas de raios X das séries L, M acima, torna-se evidente que as linhas são compostas de um número de linhas mais próximas umas das outras, desdobradas pela interação spin-órbita.
Nem todas as transições são permitidas. São permitidas apenas as transições que satisfaçam a seguinte regra de seleção:
{\displaystyle \Delta l=\pm 1}

### A Relação de Moseley
A partir de um experimento, Henry Moseley foi capaz de mostrar que as frequências de raios X característico aumentam regularmente com número atómico Z, satisfazendo a relação
{\displaystyle \nu ^{\frac {1}{2}}=A(Z-Z_{o})}
onde Z é o número atómico do material do alvo e A e {\displaystyle Z{_{0}}} são constantes que dependem da transição específica que está sendo observada. O termo {\displaystyle (Z-Z_{o})} é chamado a carga nuclear efetiva como visto pelos electrões, fazendo a transição para uma determinada o camada.
A frequência da linha Kα pode ser calculada aproximadamente, usando a teoria atómica de Bohr. O comprimento de onda de linhas emitidas pelos átomos hidrogenóides é dado pela fórmula de Rydberg.
{\displaystyle {\frac {1}{\lambda }}=RZ^{2}{\Bigg (}{\frac {1}{n_{l^{2}}-n_{u^{2}}}}{\Bigg )}} (K)
Onde {\displaystyle n_{u}} e {\displaystyle n_{l}} são os números quânticos principais dos estados superior e inferior da transição, Z é o número atómico de um átomo com um electrão.
Para a linha Kα a carga efetiva é {\displaystyle (Z-1),n_{l}=1\;n_{u}=2}
de modo que a equação (K) se torna,
{\displaystyle \nu _{K_{\alpha }}={\frac {c}{\lambda }}=cR(Z-1)^{2}{\Bigg (}{\frac {1}{1^{2}}}-{\frac {1}{2^{2}}}{\Bigg )}}
{\displaystyle \nu _{K_{\alpha }}={\frac {3cR}{4}}(Z-1)^{2}} (Z)
O gráfico de {\displaystyle \nu _{K\alpha ^{\frac {1}{2}}}} versus Z produz uma linha reta. A Equação (Z) é uma outra maneira de expressar a relação de Moseley.

### Difração
O plano de átomos num cristal, também chamado de plano de Bragg, reflete a radiação X da mesma forma que a luz é refletida por um espelho plano.
Reflexão de planos sucessivos pode interferir construtivamente se a diferença de caminho entre dois raios é igual a um número inteiro de comprimentos de onda. Esta afirmação é chamada de lei de Bragg.
A partir da figura, notamos que
{\displaystyle AB=2.d.\operatorname {sen} \theta }
de modo que pela lei de Bragg, temos
{\displaystyle 2.d.\operatorname {sen} \theta =n.\lambda }
onde na prática, é normal assumir a difração da primeira ordem, de modo  n = 1. Um determinado conjunto de planos atómicos dá origem a uma reflexão em um ângulo, visto como um ponto ou um anel num padrão de difração também chamado de difratograma.
Variando o ângulo teta, as condições da lei de Bragg são satisfeitas por espaçamentos diferentes d em materiais policristalino. Traçando as posições angulares e intensidades dos picos da radiação difratada, a resultante produz um padrão que é característica da amostra. Sempre que houver uma mistura de diferentes fases, o difractograma resultante é formado pela adição dos padrões individuais.
Com base no princípio da difração de raios X, podem ser obtidas muitas informações estruturais, físicas e químicas sobre o material investigado. Uma série de técnicas de aplicação para várias classes de materiais está disponível, cada um revelando seus próprios detalhes específicos da amostra estudada.

### Medicina
Na medicina os raios X são utilizados nas análises das condições dos órgãos internos, pesquisas de fraturas, tratamento de tumores, câncer (ou cancro), doenças ósseas, etc.
Com finalidades terapêuticas os raios X são utilizados com uma irradiação aproximada de cinco mil a sete mil Rads, sobre pequenas áreas do corpo, por pequeno período de tempo.
Desde a descoberta que os raios X podem identificar estruturas ósseas, foram utilizados para imagiologia médica. O primeiro uso médico era menos de um mês depois de seu artigo sobre o assunto. Até 2010, 5 bilhões de estudos de imagiologia médica foram realizados em todo o mundo.
No Brasil, os raios X do pulmão para fins diagnósticos de tuberculose pulmonar eram chamados de abreugrafia, técnica inventada por um brasileiro e que foi muito utilizada até o fim dos anos 1970.

### Exposição
A tolerância do organismo humano à exposição aos raios X é de 0,1 röntgen por dia no máximo em toda a superfície corpórea. A radiação de um röntgen produz em {\displaystyle 1,938\times 10^{-3}} gramas de ar a liberação por ionização de uma carga elétrica de {\displaystyle 3,33\times 10^{-3}}C.

### Efeitos somáticos da radiação
No ser humano a exposição contínua aos raios X podem causar vermelhidão da pele, queimaduras por raios X ou, em casos mais graves de exposição, mutações do DNA, morte das células e/ou leucemia.

### Pesquisa de materiais
Na indústria, os raios X são utilizados no exame de fraturas de peças, condições de fundição, além de outros empregos correlatos. Nos laboratórios de análises físico-químicas os raios X têm largo espectro de utilização.

### Natureza eletromagnética
Os raios X propagam-se à velocidade da luz, e, como qualquer radiação eletromagnética, estão sujeitos aos fenômenos de refração, difração, reflexão, polarização, interferência e atenuação. Sua penetrância nos materiais é relevante, pois todas as substâncias são transparentes aos raios X em maior ou menor grau.
Em algumas substâncias como compostos de cálcio e platinocianeto de bário] os raios X geram luminescência. Esta radiação ioniza os gases por onde passa. A exemplo da luz visível, não é desviado pela ação de campos elétricos ou magnéticos. Desloca-se em linha reta, sensibiliza filmes fotográficos, além de descarregar os objetos carregados eletricamente, qualquer que seja a polaridade (sendo esta uma característica não totalmente confirmada).

## Interação com a matéria
Quando os raios X atingem a matéria, assim como o tecido do paciente, os fótons têm quatro possíveis destinos. Os fótons podem ser:
- Completamente espalhados sem perda de energia;
- Absorvidos com perda total de energia;
- Espalhados com alguma absorção e com perda de energia;
- Transpostos sem qualquer alteração.

### Definições dos termos
- Espalhamento - mudança de direção de um fóton com ou sem perda de energia.
- Absorção - deposição de energia, ou seja, remoção de energia do feixe.
- Atenuação - redução da intensidade do feixe principal causada pela absorção e espalhamento.
- Ionização - remoção de um elétron de um átomo neutro produzindo um íon negativo (o elétron + outro átomo neutro) e um íon positivo (o átomo remanescente).

### Interações em nível atômico
Existem quatro principais interações em nível atômico, dependendo da energia do fóton incidente:
- Espalhamento não modificado ou coerente - espalhamento puro;
- Efeito fotoelétrico - absorção pura;
- Efeito Compton - espalhamento e absorção;
- Produção de par - pura absorção.

## Outros usos
Outros usos de Raios X incluem:
- Cristalografia de raios X
- Astronomia de raios-X